# Вустлих, Торстен
Торстен Вустлих (нем. Torsten Wustlich; 2 февраля 1977, Аннаберг-Буххольц, Германия) — немецкий саночник, выступавший за сборную Германии с 1998 по 2010 год. Принимал участие в двух зимних Олимпийских играх и выиграл серебряную медаль на играх 2006 года в Турине — в парных мужских заездах. На Олимпиаде в Ванкувере 2010 года смог подняться лишь до пятой позиции. Чаще всего выступал в паре с Андре Флоршюцом.
Торстен Вустлих является обладателем девяти медалей чемпионатов мира, в его послужном списке шесть золотых наград (парные заезды: 2001, 2005, 2008; смешанные команды: 2005, 2008, 2009) и три серебряные (парные заезды: 2004, 2009; смешанные команды: 1999). На чемпионатах Европы спортсмену не удалось получить ни одного подиума, однако дважды он приходил к финишу пятым (2004, 2008). Трижды оказывался вторым в общем зачёте Кубка мира, в сезонах 2000—2001, 2003—2004 и 2004—2005.
Закончил карьеру профессионального спортсмена в 2010 году, сразу после Олимпийских игр в Ванкувере, после чего продолжил службу солдатом в армии Германии.